# Eupterote mollifera
Eupterote mollifera är en fjärilsart som beskrevs av Walker 1865. Eupterote mollifera ingår i släktet Eupterote och familjen Eupterotidae. Inga underarter finns listade i Catalogue of Life.